# المخنق (الشرية)

تعديل مصدري - تعديل

المخنق هي إحدى قرى عزلة آل غنيم بمديرية الشرية التابعة لمحافظة البيضاء، بلغ تعداد سكانها 449 نسمة حسب تعداد اليمن لعام 2004.